# Ipaussu
Ipaussu es un municipio brasilero del estado de São Paulo. Su población estimada en 2004 era de 13.141 habitantes.

## Geografía

### Demografía
Datos del Censo - 2000
Población total: 12.553
- Urbana: 11.030
- Rural: 1.523
- Hombres: 6.275
- Mujeres: 6.278

Densidad demográfica (hab./km²): 60,03
Mortalidad infantil hasta 1 año (por mil): 9,72
Expectativa de vida (años): 74,90
Tasa de fecundidad (hijos por mujer): 2,27
Tasa de alfabetización: 90,56%
Índice de Desarrollo Humano (IDH-M): 0,795
- IDH-M Salario: 0,694
- IDH-M Longevidad: 0,832
- IDH-M Educación: 0,860

(Fuente: IPEADATA)

### Hidrografía
- Río Paranapanema
- Lago Municipal